# Народила мене мати щасливим...
«Народила мене мати щасливим…» — радянський телефільм 1980 року знятий режисером Борисом Дуровим на кіностудії « Молдова-фільм».

## Сюжет
Фільм знято за мотивами повісті Георге Маларчука «Зозулин камінь» («Ла п'ятра кукулуй», 1963, переклад 1966), в частині автобіографічної .
1944 рік. Щойно звільнене від нацистів село в Молдавії . Юні школярі вступають до піонерського загону, що створюється вчителем, і долаючи перешкоди які їм створює директор школи, який насправді залишився нацистським агентом, допомагають міліції знешкодити ворогів.

## У ролях
- Володимир Чубарєв — Петру Матей
- Микола Герля — Борбіла
- Валеріу Купча — Мартин Сергійович, директор школи
- Костас Сморигінас — Павло Платонович, вчитель
- Андрій Попа — Герасим «Сіма» Покотович
- Георгій Гаврилов — Тома
- Лев Перфілов — сторож
- Тамара Тимофєєва — бабка
- Сільвія Берова — мадам Стокіца
- Василе Тебирце — батько Борбіли
- Вікторія Іовіце — Вікториця
- Іллі Гуцу — секретар райкому партії

## Критика
У стрічці превалюють елементи детективно-пригодницького жанру, що завжди відповідає драматургічному матеріалу фільму.— журнал «Кодри», 1982 год